# Eric Knight
Eric Knight (Menston, 1897. április 10. – Holland Guyana, 1943. január 15.) angol regényíró, novellista. Leghíresebb műve a Lassie hazatér című regény. 1942-ben, röviddel a halála előtt felvette az amerikai állampolgárságot.

## Élete
1897. április 10-én született Angliában, a Yorkshire-megyei Menstonban, Frederic Harrison és Marion Hilda Knight négy gyermeke közül harmadikként. Mindkét szülője a kvéker vallást követte. Édesapja gazdag gyémántkereskedő volt Dél-Afrikában, ám mikor Eric kétéves volt, meghalt – megölték a búr háborúban. Ezt követően édesanyja egyedül nevelte fel, aki Szentpéterváron, majd 1905-től az USA-ban vállalt nevelőnői állást.
Knight Amerikában szépművészeti tanulmányokat folytatott, majd az első világháborúban a kanadai hadseregben szolgált, később újságíró lett belőle. 1934-től évekig hollywoodi forgatókönyvíró volt. Kétszer házasodott, első feleségét, Dorothy Hallt 1917-ben vette el: három lányuk született, később elváltak. Második felesége Jere Brylawski volt, akivel 1932-ben kötött házasságot.
Első regényét 1936-ban írta (Song on Your Bugles) észak-angliai munkásokról. A Lassie hazatér 1940-ben jelent meg – Knight maga is skót juhászkutyák tenyésztésével foglalkozott. A második világháborúban őrnagyként szolgált az USA hadseregében. A Légy hű magadhoz (This above all) című regénye a második világháborús irodalom egyik jelentős darabja. 
1943. január 15-én halt meg repülőbalesetben Holland Guyanában (ma Suriname).

## Művei

### Életében
- Fölhívás az életre, regény (Invitation To Life, 1934)
- Song On Your Bugles, regény (1936)
- Sam Small csodálatos élete, novellaciklus (The Flying Yorkshireman, 1938 – fordító: Szerb Antal)
- Kalifornia, regény (You Play the Black and the Red Comes Up, Richard Hallas álnéven, 1938 – fordító: Nádler Pálma)
- Lassie hazatér, regény (Lassie Come-Home 1940, fordító: Thurzó Gábor)
- The Happy Land (1940)
- This Is the Land, regény (1940)
- Légy hű magadhoz, regény (This Above All, 1942 – fordító: Nemes László)

### Halála után
- World of Plenty, regény (1945)
- Portrait of a Flying Yorkshireman, levelek (1952)
- Down But Not Quite Out in Hollow-weird, levelek (1998)

## Magyarul
- Légy hű önmagadhoz, 1-2.; ford. Kovács György, Tápai-Szabó Gabriella; Anonymus, Bp., 1945
- Sam Small csodálatos élete; ford. Szerb Antal; Révai, Bp., 1945
- Lassie hazatér. Regény; ford. Thurzó Gábor; Új Idők, Bp., 1946
- Kalifornia. Regény; ford. Nádler Pálma; Új Idők, Bp., 1947 (Szocialista könyvbarátok)
  - (Feketét játszol, vörös nyer címen is)
- Légy hű magadhoz; ford. Nemes László, utószó Czibor János; Európa, Bp., 1961 (Milliók könyve)
- Feketét játszol, vörös nyer; ford. Nádler Pálma; Móra, Bp., 1991 (Szieszta könyvek)
  - (Kalifornia címen is)
- Lassie hazatér; szöveg, ill. Hirata Shogo, ford. Köteles Gyöngyi; Pesti Szalon, Bp., 1994 (A Pesti Szalon mesélő füzetei)
- Lassie hazatér. Regény; ford. Ottlik Géza; Real, Kaposvár, 1995 (Könyvújság II. Robinson könyvtár)
- Lassie hazatér; szöveg Rosemary Wells, ill. Susan Jeffers, ford. Zöldi Gergely; Egmont Hungary, Bp., 1995
- Lassie hazajön; ford. Erős László Antal; Diáktéka, Bp., 2000 (Diák-kiskönyvtár)
- Lassie hazatér; ford. Dobó Zsuzsanna; Könyvmolyképző, Szeged, 2015 (Jonatán könyvmolyképző)